# Gusen (vattendrag i Österrike)
Gusen är ett vattendrag i Österrike.   Det ligger i förbundslandet Oberösterreich, i den nordöstra delen av landet, 140 km väster om huvudstaden Wien.
Trakten runt Gusen består till största delen av jordbruksmark. Runt Gusen är det ganska tätbefolkat, med 93 invånare per kvadratkilometer.